# 5인치 마크 45 함포

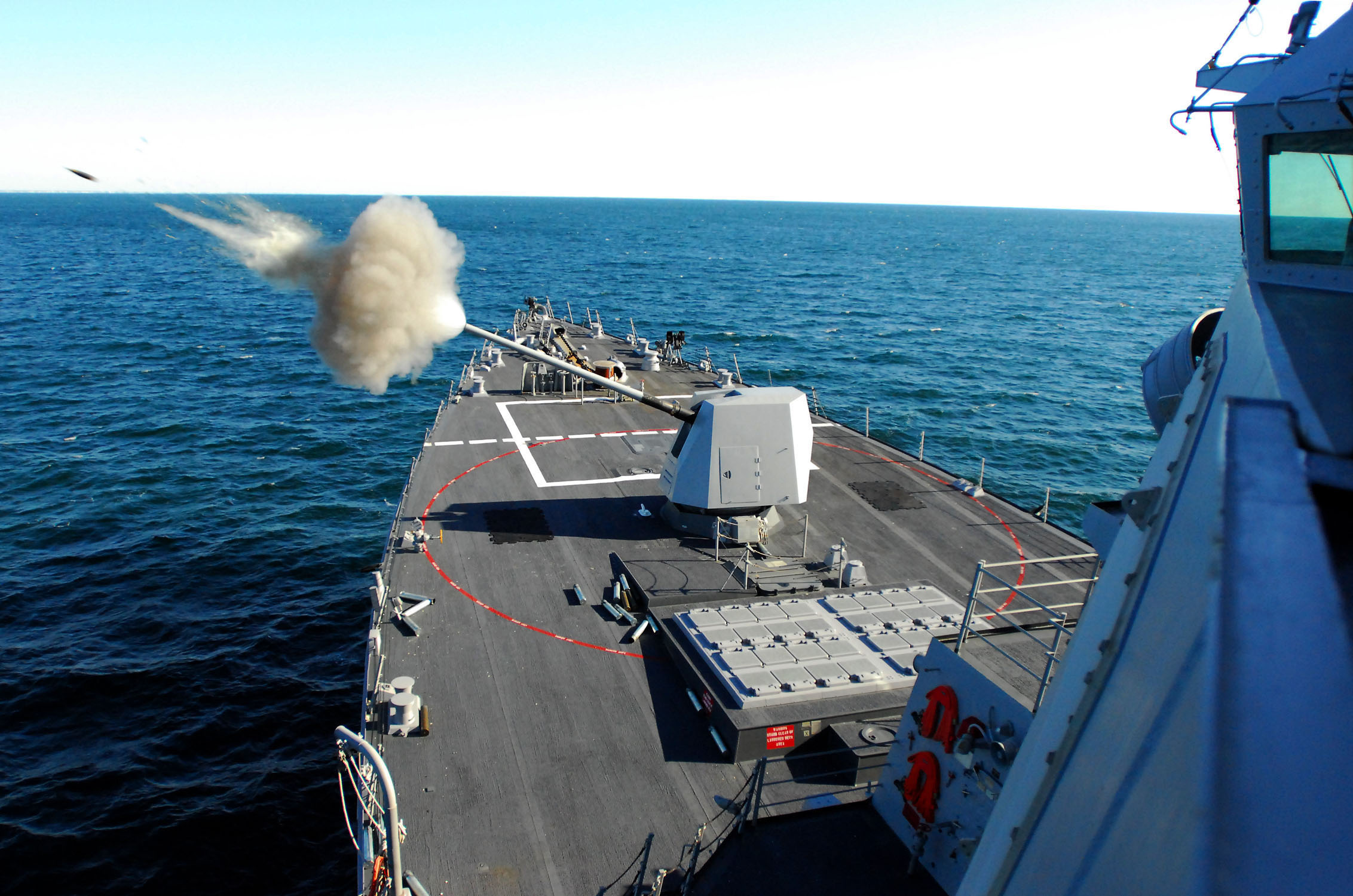

5인치 마크 45 함포는 미국의 경량 함포이다.

## 역사
1953년 5인치 54구경 마크 42 함포가 실전배치되었다. 1968년 마크 42 함포를 교체하기 위해 마크 45 함포를 개발했다. 1971년에 마크 45 함포가 실전배치되었다.
마크 45 마운트에 5인치 54구경 마크 19 함포를 장착했다. Mod 4는 5인치 62구경으로 함포가 길어졌다. 마크 45 마운트에 5인치 62구경 마크 36 함포를 장착했다. 마운트는 20발의 포탄을 자동 장전한다. 1분에 20발을 발사한다. 6명이 필요한 수동 장전 모드도 가능하다. 사수, 패널 오퍼레이터, 4명의 장전수(ammunition loader)로 구성된다.
5인치 54구경이면 포신 길이는 5" × 54 = 270" 또는 6.9 m이다. 5인치 62구경이면 포신 길이는 5" × 62 = 310" 또는 7.87 m이다.
요즘 구축함에는 마크 45 함포 1문만 장착되어 있는게 보통이다. 알레이 버크급 이지스 구축함은 680발, 타이콘데로가급 이지스 순양함은 600발의 포탄을 수동으로 장전할 수 있다. 자동 발사 모드에서는 마운트 안에 사람이 없이 자동 장전되어 1분에 20발이라는 고속으로 연발 발사가 가능하지만, 자동 장전은 마운트 내부에 미리 장착되어 있는 포탄 20발이 최대 한계이다. 600발의 포탄은 4명의 장전수(ammunition loader)가 수동으로 장전해야만 한다.
적 수상함 공격, 대공포, 해안 공습을 위해 개발되었다.

## 태평양 전쟁
오늘날에는 순양함과 구축함의 구별이 사실상 사라졌지만, 태평양 전쟁 당시에는 분명한 차이가 있었다. USS 인디애나폴리스 (CA-35)는 배수량 1만톤의 순양함으로, 2척의 작은 구축함이 호위했다.
순양함은 사거리 27 km 8인치 55구경 함포로 적 수상함을 공격하고, 사거리 13 km 5인치 25구경 함포 8문과 47 mm 대공포 2문으로 적의 전투기를 공격했다. 반면에 작은 구축함은 소나, 어뢰, 폭뢰를 탑재하여 적 잠수함을 공격하면서 순양함을 호위했다. 적 잠수함의 기습을 받으면, 소형 구축함이 어뢰를 대신 맞아 침몰하는 대신, 순양함은 고속으로 도망칠 수 있었다. 잠수함의 속도 보다 순양함의 속도가 빨랐다.
오늘날에는 배수량 1만톤 구축함이 별도의 호위함 없이 적 수상함, 항공기, 잠수함까지 모두 공격한다. 그리고 그 많던 함포가 다 사라지고 5인치 함포 1문만 탑재한다.
태평양 전쟁 당시에는 2만톤 항공모함 1척, 1만톤 순양함 1척, 다수의 소형 대잠전용 구축함, 보급함으로 함대가 구성되었다면, 오늘날에는 미국 해군이 10만톤 항공모함 1척에, 1만톤 구축함 2척만으로 함대를 구성한다. 즉 대잠전용 소형 구축함의 호위가 사라졌다. 1991년 걸프전에는 3만톤 클레망소급 항공모함 1척에, 1만톤 순양함 1척만으로 구성된 프랑스 해군 함대가 참전했다.

## 파생형
- Mod 0: 1971년 실전배치. 54 구경장 포신
- Mod 1: 1980년 실전배치. 포신의 수명이 5인치 54구경장 마크 42 함포 보다 2배로 늘어났다.
- Mod 2: 1988년 실전배치. Mod 1의 수출형 버전. 지금은 미국 해군도 사용한다.
- Mod 3: 새로운 통제 시스템. 생산되지는 않았다.
- Mod 4: 2000년 실전배치. 62구경장 포신. 길어진 포신으로 보다 완벽한 추진체 연소가 된다. 포탄의 속도가 더 빨라졌다. 지상 공격에 더 효과적이다. 터렛의 형상이 변경되어 레이더에 덜 탐지되게 했다.

## 사거리
일반탄은 사거리 24 km이다. ICM(Improved Cargo Munition) 사격시 사거리가 36 km 이상이다. 다른 출처에서는 39 km 라고 한다. 레이시온의 마크 171 ERGM 포탄은 사거리 140 km이다. ERGM은 함포에서 발사되는 고체연료 GPS 정밀유도 로켓탄이다. 한발에 3만 달러(4천만원)이다.
- 일반탄. 사거리 24 km
- ICM 포탄. 사거리 39 km
- ERGM 포탄. 사거리 140 km

## 대한민국
한국은 미국 ULDP사의 5인치 62구경장 MK45 mod4 함포를 현대위아에서 KMK45로 라이센스 생산한다. 함포 전면에 레이더파 반사 면적을 최소화하는 ‘스텔스형 실드’를 적용해 함정 생존률을 극대화했으며 ‘자가 진단’ 기능으로 긴급한 상황이 발생했을 때 신속한 대응이 가능하다.

## 사용국가
대한민국
- 세종대왕급 이지스 구축함, Mod 4 - 미국산 이지스함
- 충무공이순신급 구축함, Mod 4
- 인천급 호위함, Mod 4
- 대구급 호위함

 오스트레일리아
- 호바트급 이지스 구축함, Mod 4 - 미국산 이지스함

 일본
- 아타고급 이지스 구축함, Mod 4 - 미국산 이지스함
- 아키즈키급 이지스 구축함, Mod 4 - 일본산 이지스함

## 같이 보기
- 오토브레다 5인치 54구경 함포 - 광개토대왕급 구축함